# Mizeria
Mizeria – sałatka z ogórków (potartych lub pokrojonych w plasterki). Najczęściej występuje z dodatkiem śmietany, kefiru, jogurtu lub zsiadłego mleka, choć bywają także wersje z olejem i pieprzem lub z sokiem z cytryny i cukrem. Do mizerii bywają także dodawane: pomidor, koperek, szczypiorek, mięta, natka pietruszki lub kwiaty, liście ogórecznika oraz sól.